# 毛叶楼梯草
毛叶楼梯草（学名：Elatostema mollifolium）是荨麻科楼梯草属的植物，是中国的特有植物。分布于中国大陆的云南等地，生长于海拔1,950米的地区，一般生于林中，目前尚未由人工引种栽培。